# Faus (Dordonya)
Faus (en francès Faux) és un municipi francès situat al departament de la Dordonya i a la regió de la Nova Aquitània.

## Demografia
| 1962                                       | 1968 | 1975 | 1982 | 1990 | 1999 | 2007 |
| ------------------------------------------ | ---- | ---- | ---- | ---- | ---- | ---- |
| 436                                        | 514  | 612  | 617  | 586  | 536  | 566  |
| Des de 1962: població sense dobles comptes |      |      |      |      |      |      |

## Administració
| Període   | Identitat                       | Partit |
| --------- | ------------------------------- | ------ |
| 1955-1977 | Pierre François André Désignère |        |
| 1977-1983 | Jean Pierre Vaubal              | PS     |
| 1983-2008 | Adhémar Mathias du Repaire      |        |
| 2008-     | Alain Legal                     |        |